# Magdalena Fularczyk
Magdalena Fularczyk-Kozłowska (Wąbrzeźno, 16 de septiembre de 1986) es una deportista polaca que compitió en remo, campeona olímpica en Río de Janeiro 2016, campeona mundial y dos veces campeona de Europa.
Participó en dos Juegos Olímpicos de Verano, obteniendo dos medallas, bronce en Londres 2012 y oro en Río de Janeiro 2016, en la prueba de doble scull.
Ganó cuatro medallas en el Campeonato Mundial de Remo entre los años 2009 y 2014, y cinco medallas en el Campeonato Europeo de Remo entre los años 2008 y 2015.

## Trayectoria
Como internacional, representó a su país en el Campeonato Europeo de Remo de 2008, en el doble scull, y consiguió la medalla de plata al lado de Natalia Madaj. Al año siguiente, en el Campeonato Mundial disputado en su país, obtuvo la medalla de oro en la misma prueba, esta vez al lado de Julia Michalska.
En los Juegos Olímpicos de Londres 2012 ganó la medalla de bronce en el doble scull (junto con Julia Michalska) al quedar tercera en la final con un tiempo de 7:07,92. En Río de Janeiro 2016 ganó la medalla de oro en la misma prueba (junto con Natalia Madaj), superando en la final a los botes del Reino Unido (Victoria Thornley y Katherine Grainger) y de Lituania (Donata Vištartaitė y Milda Valčiukaitė).
Fue condecorada con la Cruz de la Orden Polonia Restituta en dos ocasiones: en 2009 con el grado de caballero y en 2016 con el de oficial.

## Palmarés internacional
| Juegos Olímpicos   | Juegos Olímpicos            | Juegos Olímpicos  | Juegos Olímpicos |
| Año                | Lugar                       | Medalla           | Prueba           |
| ------------------ | --------------------------- | ----------------- | ---------------- |
| 2012               | Londres (Reino Unido)       | Medalla de bronce | Doble scull      |
| 2016               | Río de Janeiro (Brasil)     | Medalla de oro    | Doble scull      |
| Campeonato Mundial |                             |                   |                  |
| Año                | Lugar                       | Medalla           | Prueba           |
| 2009               | Poznań (Polonia)            | Medalla de oro    | Doble scull      |
| 2010               | Cambridge (Nueva Zelanda)   | Medalla de bronce | Doble scull      |
| 2013               | Chungju (Corea del Sur)     | Medalla de bronce | Cuatro scull     |
| 2014               | Ámsterdam (Países Bajos)    | Medalla de plata  | Doble scull      |
| Campeonato Europeo |                             |                   |                  |
| Año                | Lugar                       | Medalla           | Prueba           |
| 2008               | Maratón (Grecia)            | Medalla de plata  | Doble scull      |
| 2010               | Montemor-o-Velho (Portugal) | Medalla de plata  | Doble scull      |
| 2013               | Sevilla (España)            | Medalla de plata  | Doble scull      |
| 2014               | Belgrado (Serbia)           | Medalla de oro    | Doble scull      |
| 2015               | Poznań (Polonia)            | Medalla de oro    | Doble scull      |